# Малая Мадонна Каупера
«Малая Мадонна Каупера» — картина итальянского художника эпохи Высокого Возрождения Рафаэля Санти, изображающая Богоматерь с Младенцем. Была написана приблизительно в 1505 году в период переезда Рафаэля из Урбино во Флоренцию.

## История
Точная причина написания картины доподлинно неизвестна. Вероятно, это был частный заказ или же картина была написана для публичной продажи. Есть версия, что картина была написана как подарок. Изображения Богоматери с Младенцем пользовались популярностью в то время в Италии, их нередко дарили на свадьбы. Есть распространённое мнение, что церковь, изображённая в правом верхнем углу — это церковь Сан-Бернардино (итал. Chiesa di San Bernardino) в Урбино, родном для Рафаэля городе.
Стиль картины характерен для Рафаэля, почерпнувшего многое не только непосредственно от своего первого учителя Перуджино, но и, как считается, из работ Леонардо и Микеланджело, а также из античного искусства, виденного им в Риме.
Название картина получила из-за того, что в течение длительного времени хранилась в частной коллекции династии Клаверинг-Купер, графов Купер. После прерывания династии в 1905 году картина ещё несколько десятилетий меняла владельцев, перепродавалась, пока в 1942 году не была подарена Национальной галерее искусства. Есть еще одна картина кисти Рафаэля с аналогичной судьбой. Для различения этих картин между собой их именуют по размерам холста: большая и малая.
В 2011 году банк Андорры представил монету достоинством 15 динаров с изображением Малой Мадонны Каупера.
В 2015 году картина была выставлена в Вустерском музее искусств для сравнительного показа рядом с картиной Мадонна Нортбрука, авторство которой ошибочно приписывали Рафаэлю. Одной из задумок сравнительного показа была попытка выяснения автора этой картины.

## Описание
Сидящая по центру женщина со светлыми волосами в ярко красном одеянии — Богоматерь. У неё светлая, немного бледная кожа с лёгким румянцем на щеках. Она сидит на деревянной скамейке. Её колени прикрыты тёмно синим покрывалом, поверх которого деликатно лежит её правая рука. Вокруг её одежды элегантно обёрнута полупрозрачная лента, плавно огибающая плечи и спадающая за спину. Тусклый, еле заметный золотой нимб окружает её голову. В левой руке она держит младенца Христа, который обнимает её одной рукой за спину, другой за шею. Младенец повернул голову и смотрит назад, скромно и застенчиво улыбаясь. Позади них вид ясного и солнечного дня. Вдали силуэты двух людей, по-видимому, прогуливающихся по направлению к пруду. Большое и впечатляющее здание стоит в конце длинной дороги. Вероятно это католическая церковь. Её купол и другие элементы, типичные для католической архитектуры, дополняют ощущение присутствия божественной святости и благодати.